# Eintracht Hildesheim
Eintracht Hildesheim (pełna nazwa: MTV Eintracht Hildesheim von 1861 e.V.)  – niemiecki klub piłki ręcznej mężczyzn z siedzibą w Hildesheim. 
W sezonie 2012 klub występował w Bundeslidze jako beniaminek, ale na zakończenie jego został zdegradowany do 2. Bundesligi.